# Större åsjordfly
Större åsjordfly, Spaelotis ravida,är en fjärilsart som beskrevs av Michael Denis och Ignaz Schiffermüller, 1775. Större åsjordfly ingår i släktet Spaelotis och familjen nattflyn, Noctuoidea. Enligt den finländska rödlistanär arten starkt hotad, EN, i Finland. Arten har en livskraftig (LC) population i Sverige. Artens livsmiljö är kulturmarker och andra av människan skapade miljöer. Inga underarter finns listade i Catalogue of Life.